# Feliciano Silva
Feliciano Silva (f. 1852) fue un político chileno, que participó en la guerra de la independencia de su país y ejerció como intendente de la provincia de Colchagua.

## Vida

### Participación en la independencia de Chile
Ayudó a los patriotas en su Hacienda de Panquehue, en las campañas de 1813 y 1814. Participó en el sitio de Rancagua. Fue tomado prisionero y se fugó dos veces.
Ayudó a la formación de las montoneras de Manuel Rodríguez Erdoíza. Asaltó la villa de San Fernando junto a Francisco Salas, en 1817. Aportó a la expedición de Ramón Freire. Se halló en las batallas de Cancha Rayada y Maipú en 1818. 

### Carrera política
En 1818 fue nombrado gobernador del departamento de San Fernando (después provincia de Colchagua). En 1821, 1822 y 1824 fue nombrado alcalde de la ciudad.
Fue elegido diputado suplente por Colchagua, en el Congreso General Constituyente desarrollado entre el 12 de agosto y el 31 de diciembre de 1823. No fue llamado a incorporarse.
En 1828 y 1829, fue nuevamente nombrado gobernador del departamento de San Fernando. En 1831 fue nombrado intendente de la provincia de Colchagua, desempeñando dicho cargo hasta el 12 de noviembre de 1836, fecha en que Diego Portales Palazuelos le remite una carta que comienza diciendo "Considerando que V.S. ha cumplido el término por que se nombran los Intendentes de provincia (...)".
Falleció en 1852.
- Datos: Q55756716